# Liparis dolichobulbos
Liparis dolichobulbos är en orkidéart som beskrevs av Rudolf Schlechter. Liparis dolichobulbos ingår i släktet gulyxnen, och familjen orkidéer. Inga underarter finns listade i Catalogue of Life.